# Tau Puppis
Tau Puppis (τ Puppis, förkortat Tau Pup, τ Pup)  som är stjärnans Bayerbeteckning, är en stjärna belägen i den sydvästra delen av stjärnbilden Akterskeppet. Den har en skenbar magnitud på 2,95 och är synlig för blotta ögat. Baserat på parallaxmätning inom Hipparcosuppdraget på ca 17,9 mas, beräknas den befinna sig på ett avstånd på ca 182 ljusår (ca 56 parsek) från solen.

## Egenskaper
Primärstjärnan Tau Puppis A är en orange till röd jättestjärna av spektralklass K1 III, som anger att den har expanderat till en jättestjärna efter att ha förbrukat förrådet av väte i dess kärna och utvecklats bort från huvudserien av stjärnor som solen. Den har en massa som är ca 3,3 gånger större än solens massa, en radie som är ca 27 gånger större än solens och utsänder, inklusive infraröd strålning, från dess fotosfär ca 270 gånger mera energi än solen vid en effektiv temperatur på ca 4 500 K.
Tau Puppis är en spektroskopisk dubbelstjärna, där närvaron av en följeslagare framgår av skiftningarna, som härrör från Dopplereffekten, hos absorptionslinjer i spektret . De två komponenterna kretsar kring varandra med en period av 1 066,0 dygn (2,9 år) med en låg excentricitet på 0,090.